# 戴夫·格林
戴夫·格林（英語：Dave Green，1983年—）是一位美國男導演。他時常執導MV和短片，曾與米爾斯·費舍合作過。2014年，格林執導了他的電影處女作《地球迴聲》。2016年，又執導了《忍者龜：破影而出》。

## 作品列表
- 2014：《地球迴聲》（Earth to Echo）[3]
- 2016：《忍者龜：破影而出》（Teenage Mutant Ninja Turtles: Out of the Shadows）[4]

## 外部連結
- 官方网站
- 戴夫·格林在互联网电影资料库（IMDb）上的資料（英文）